# Geschichte einer Straße
Geschichte einer Straße ist ein Propagandafilm des DEFA-Studios für Wochenschau und Dokumentarfilme über die Stalinallee von Bruno Kleberg und Walter Marten aus dem Jahr 1954.

## Handlung
In Form eines Dokumentarfilms beschreibt er die Entwicklung eines angeblich staubigen Feldwegs zu einer Prachtstraße der 1950er Jahre. Als Verbindungsweg von Schloss Friedrichsfelde quer durch die Heide nach Berlin entstand einst diese Straße. Fast am Endpunkt, dem heutigen Strausberger Platz, wurde 1540 Hans Kohlhase hingerichtet, der Heinrich von Kleist als Vorlage für seine Novelle Michael Kohlhaas diente. Der Film erzählt die Geschichte der nächsten Jahrhunderte weiter, von der bürgerlichen Zeit über die Kämpfe zwischen Kommunisten und Nationalsozialisten, den letzten Kämpfen im Zweiten Weltkrieg sowie dem Einmarsch der Roten Armee im April 1945. Trotz des starken Winters schien im übertragenen Sinn wieder die Sonne über der Frankfurter Allee. Die vielen Ruinen wurden mit der Hilfe von Trümmerfrauen und anderen freiwilligen Helfern weggeräumt.
Dann kam nach den Worten des Kommentators ein großer Augenblick in der Geschichte dieser Straße. Am 21. Dezember 1949 bekam diese Arbeiterstraße, über die der Friede in diese Stadt gekommen war, den unsterblichen Namen dessen, der stets ein guter Freund des deutschen Volkes war, sie bekam den Namen Stalins. Auf der Stalinallee entstanden die ersten neuen Häuser, neben den alten. Am 25. November 1951 stand in der Tageszeitung Neues Deutschland der Vorschlag des Zentralkomitees der Sozialistischen Einheitspartei Deutschlands, die durch Kriegseinwirkungen zerstörte Hauptstadt Deutschlands innerhalb weniger Jahre neu aufzubauen und zwar größer und schöner als sie bestand. Erforderlich ist dazu die Entfaltung einer nationalen Initiative.
Die Bürger der gesamten DDR begrüßten diesen Vorschlag und Berlin ergriff die Initiative. 45000 Menschen machten sich in der Stalinallee daran, sie zu enttrümmern. Die Architekten nahmen die Straße in Augenschein und kurze Zeit später waren die ersten Pläne fertig, Professor Hermann Henselmann entwarf die Hochhäuser am Strausberger Platz und bald waren auch die ersten Modelle fertig. Die Ausschachtungsarbeiten waren bald abgeschlossen und am 3. Februar 1952 legte der Ministerpräsident der DDR Otto Grotewohl den Grundstein für die neuen Wohnhäuser. Mit der Unterstützung der Werktätigen des ganzen Landes ging es vorwärts, wo vor Monaten noch Trümmer standen wuchsen jetzt die Häuser in die Höhe. Die neuen Bauten waren nicht zu übersehen und zogen Neugierige aus der ganzen Stadt, also auch aus West-Berlin, an.
Auch viel Neues gab es auf der Baustelle zu erleben. So kamen polnische Maurer aus Warschau und führten ihre Methoden vor. Aber auch die eigenen Maurer bauten auf neue Art und Weise und die in der Stalinallee beschäftigten Lehrlinge errichteten einen eigenen Wohnblock, für den sie verantwortlich waren. Der Volkskammerabgeordnete Johannes Blender entwickelte gemeinsam mit einem Kollegen einen Etagenkran, der sich mit eigener Kraft von Stockwerk zu Stockwerk hebt. Natürlich fehlten auch in diesem Film die mehrfachen Angriffe auf die politischen Gegner in West-Berlin nicht. So wurde die Freiheitsglocke symbolisch als Totenglocke bezeichnet, während die Symbole in der Stalinallee aus den Richtkronen bestanden.
Die ersten Wohnblöcke erwarteten ihre Besitzer, die sich besonders durch Aufbauleistungen ausgezeichnet haben. Am 7. Januar 1953 zogen die ersten Möbelwagen in die neue Straße, einer würdigen Heimat. Zum ersten Mal setzt die Bestarbeiterin und Aktivistin Frau Krüger den Fuß über die Schwelle ihres neuen Hauses. Ihr Sohn Peter bestätigt, während er den Warmwasserhahn aufdrehte, das alles so ist, wie man erzählt hat, auch die Wechselsprechanlage von der Wohnung zur Haustür funktioniert. Hier kann man sich wirklich heimisch fühlen, denn auch die ersten Geschäfte locken bereits zum Bummel durch die Straße. Im Restaurant Budapest gibt es ungarische Spezialitäten Zigeunermusik und Ungarwein.
In einer Sequenz zum Block D-Süd erinnert der Sprecher an den einst dort eingesetzten Lehrling Helmut Just, wobei er die Propagandalüge wiederholt, dieser sei 1952 als „Volkspolizist von den Feinden unseres Glücks und unserer Erfolge“ ermordet worden. In Wahrheit konnte der Mord nie aufgeklärt werden.
Der Film endet mit den Worten: In Glück und Frieden, in einem einigen Vaterland wollen wir alle leben.

## Produktion und Veröffentlichung
Die Premiere des unter dem Arbeitstitel Stalinallee gedrehten Schwarzweißfilms fand am 27. August 1954 statt. Vom Fernsehzentrum Berlin (Adlershof) wurde der Film am 25. Februar 1955 gesendet.